# William Fordyce
Pour les articles homonymes, voir Fordyce.
William Fordyce (1724 - 4 décembre 1792) est un médecin écossais.

## Biographie
Il exerça la médecine à Londres avec succès. 
Ses frères sont David Fordyce et Jacques Fordyce.

## Œuvres
On a de lui: 
- Recherches sur les causes, les signes et les moyens curatifs des fièvres putrides et inflammatoires, 1773 ;
- Lettre sur la vertu antiseptique de l'acide muriatique, 1790.